# Antonio Zurera
Antonio Zurera Aragón (Aguilar de la Frontera, provincia de Córdoba, 11 de marzo de 1957) es un director de cine, productor de cine y animador español.

## Biografía
Inicia su trayectoria profesional en Madrid en 1979, colaborando en series para Hanna-Barbera. A lo largo de ese mismo año, se incorpora a los estudios Cruz Delgado, permaneciendo durante toda la realización de la serie para TVE  Don Quijote de la Mancha. En 1981 realizó el storyboard y layout para lo que sería su primera experiencia en un largometraje de animación Katy Carterpillar en los Estudios Moro, donde desempeñó también funciones de ayudante de realización.
En 1982 crea su propio estudio de animación Milímetros Dibujos Animados, S.A., junto a su socio Ángel Izquierdo, desarrollando diferentes proyectos de animación y fundamentalmente sports publicitarios.
En 1984 se traslada a París contratado por Gaumont para la realización de tres largometrajes de “Astérix”. En 1987 regresa a Madrid y se reincorpora a Milímetros, S.A., encargándose del departamento de creación, diseño y preproducción desde el que dirige la preproducción de diferentes proyectos internacionales “Astérix in América”, “The Pink Panther”, “Sonic”, “Madeline”, “Street Shark”, “Doug”, “All dogs go to heaven”, “Babar”, “Fantomcat”, “Pipi Longstocking”, “Sabina”, etc.
Entre 1998 y 2000, codirige junto a Ángel Izquierdo la serie de televisión “Os Vigilantes do Camiño”, para la RTVG.  En 2002 dirige la realización del desarrollo visual y diseño de personajes de cinco largometrajes de televisión para “Dic Entertainment, L.P.”, “Sabrina, Friends forever”, “My Fair Madeline”, “Dennis the Menace, Cruise Control”, “The Lost World” y “Zorro”.
Su vinculación con Córdoba se incrementa a partir del año 1999, colaborando en la organización del Foro Cartoon de ese año y participando como formador en diversos cursos organizados por la Diputación de Córdoba y la Junta de Andalucía y en Cursos de Extensión Universitaria de la Universidad de Córdoba.
Además, su implicación con la ciudad y con la industria de la animación andaluza se consolida con la constitución de la productora de animación cordobesa M5 Audiovisual, que actualmente preside.
Destaca también su trabajo como director del Festival Internacional de Animación Animacor.
Durante todo este tiempo, Antonio Zurera no ha abandonado su faceta de creador y guionista y ha ido diseñando varios proyectos de animación tanto largometrajes como series de TV. Así, en 2002 escribió y produjo la película Dragon Hill, que dirigió Ángel Izquierdo y que consiguió vender más de 250 mil copias de DVD en España, además de cosechar un gran éxito en países como Holanda. Dragon Hill fue premiada por la Academia de Cine con el Goya a la mejor película de animación en el año 2003. En 2006 Zurera escribe la secuela de Dragon Hill titulada El cubo mágico. Dirigida de nuevo por Ángel Izquierdo, y coproducida por la Diputación de Córdoba (a través de la productora M-5 Audiovisual), fue nominada para los premios Goya como mejor película de animación.
Actualmente está finalizando la producción de su largometraje “Rh+, El Vampiro de Sevilla”, y se encuentra en fase de desarrollo de su próximo proyecto “Aventuras y Desventuras de D. Quijote de la Mancha”, una versión actualizada de la novela cervantina que mantiene intacto el espíritu de la misma y que está magistralmente adaptada al mundo infantil de nuestros días   
Otros proyectos de Antonio Zurera como “Oscar Lion” o “Violeta y la Casa de la Luna Llena” ya se han estrenado y comercializado o se encuentran en fase de producción y desarrollo por sus propias productoras, Milímetros, S.A. y M5 Audiovisual, S.L.
Próximamente, Antonio Zurera impartirá varias clases en el curso “Animación Audiovisual” de la Universidad Carlos III de Madrid.
El 10 de marzo de 2007 es nombrado hijo predilecto de su pueblo, Aguilar de la Frontera.

## Filmografía

### Largometrajes
- 2002. Dragon Hill (Milímetros). Guion y producción. Web "Dragon Hill"
- 2006. El cubo mágico (Milímetros). Guion y producción. Web "El Cubo Mágico"
- 2007. RH+ El Vampiro de Sevilla. Guion y dirección. Web "RH+, El Vampiro de Sevilla"

### Cortometrajes
- Zacarías Zombie. Dirección.

## Premios y nominaciones
- 2003. Premio Goya al mejor largometraje de animación por Dragon Hill, además de una nominación al premio a la mejor canción original.
- 2007. Nominación al premio Goya al mejor largometraje de animación por El cubo mágico.